# Lygodactylus luteopicturatus
Lygodactylus luteopicturatus este o specie de șopârle din genul Lygodactylus, familia Gekkonidae, descrisă de Pasteur 1964.

## Subspecii
Această specie cuprinde următoarele subspecii:
- L. l. zanzibaritis
- L. l. luteopicturatus

## Galerie

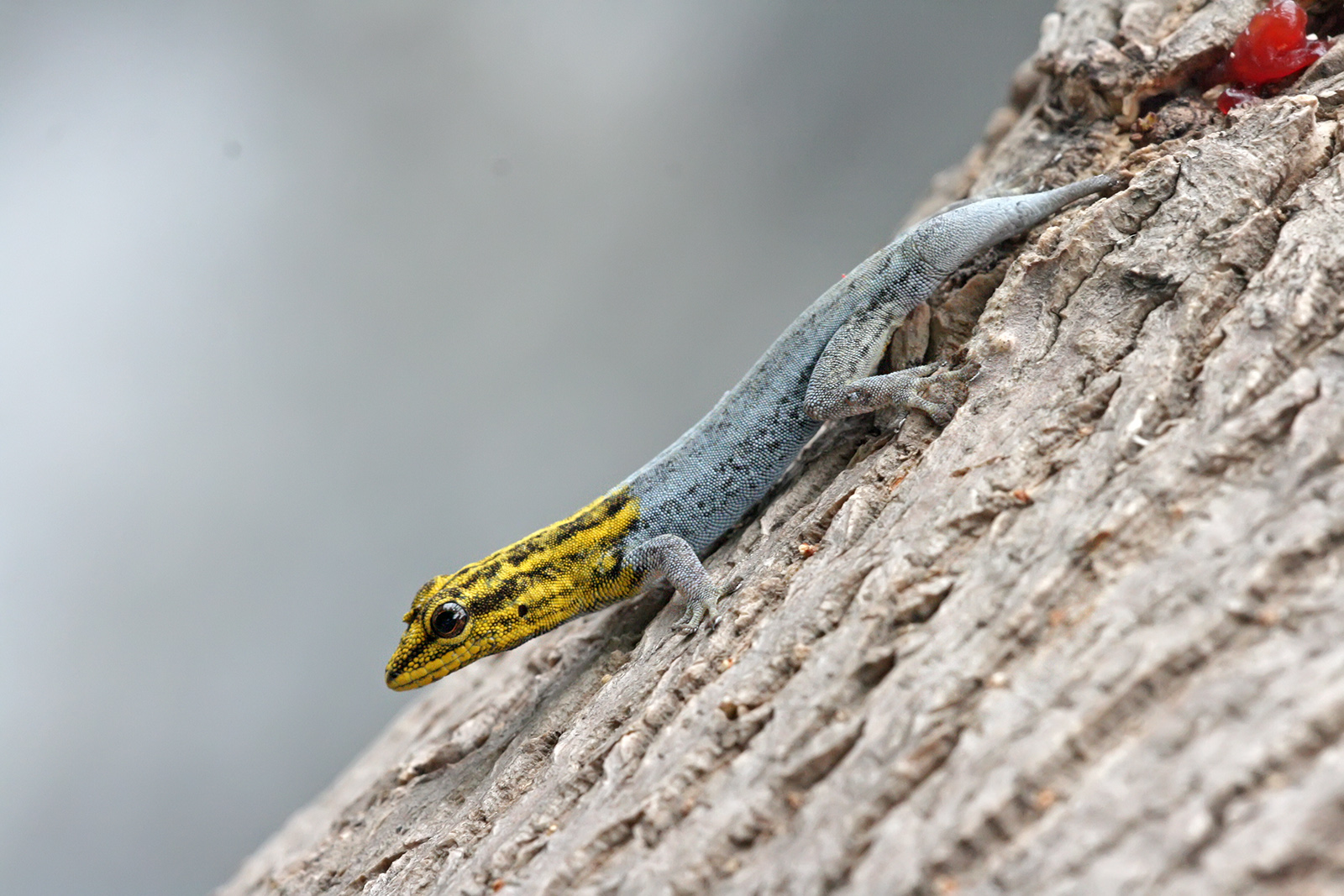
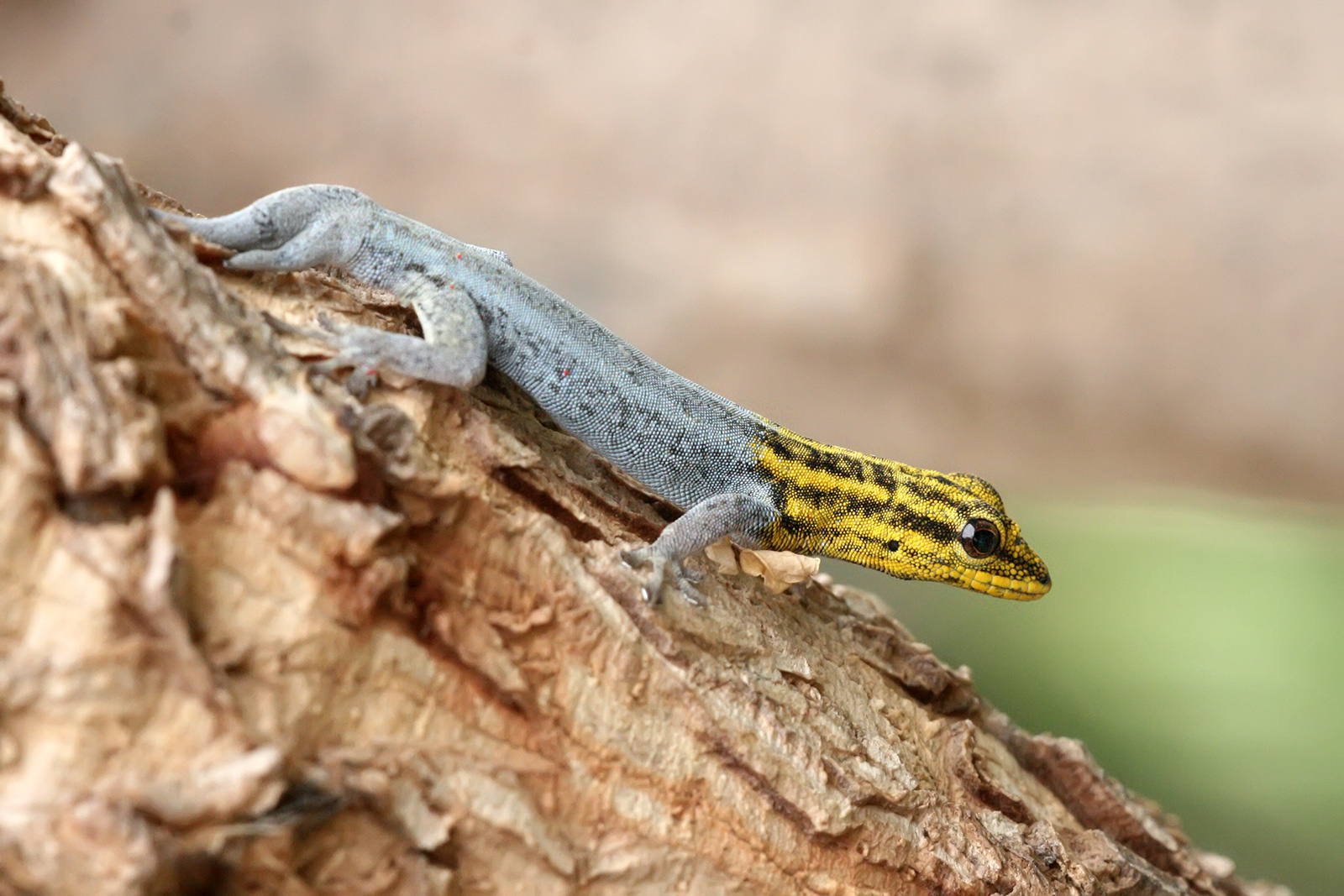